# Rhizosmilodon
Rhizosmilodon ist eine Gattung der ausgestorbenen Säbelzahnkatzen (Machairodontinae), die bislang nur durch einzelne Unterkieferbruchstücke sowie Teile der Gliedmaßen der Art Rhizosmilodon fiteae aus Florida dokumentiert ist. Die Fossilien stammen aus einer Phosphatmine der Upper-Bone-Valley-Formation bei Fort Meade in Florida. Sie werden der sogenannten Palmetto-Fauna oder Whidden Creek Local Fauna zugeordnet, die vor etwa fünf Millionen Jahren im heutigen Zentralflorida lebte.
Rhizosmilodon war wie andere Säbelzahnkatzen ein Fleischfresser, der wahrscheinlich aktiv seine Beute jagte und tötete. Dabei handelte es sich wohl um ein kleineres bis mittelgroßes Säugetier, wobei das Beutespektrum dem des Pumas ähnelte. Der Lebensraum in Zentralflorida bestand wahrscheinlich aus Überschwemmungs- und Auengebieten mit einem Mosaik von Wäldern mit geschlossenem Kronendach, offenerem Waldland und offenen Grasflächen.
Die ersten Knochen der Art wurden 1983 als erste Funde auf dem amerikanischen Doppelkontinent der Art Megantereon hesperus zugeordnet. 2013 erfolgte aufgrund neuer Funde eine Revision der Zuordnung sowie die wissenschaftliche Erstbeschreibung von Rhizosmilodon fiteae als eigene Art innerhalb der ebenfalls neuen Gattung Rhizosmilodon.

## Merkmale
Die Beschreibung von Rhizosmilodon fiteae als eigenständige Art erfolgte auf der Basis mehrerer Gebissfragmente, zudem wurden der Art Überreste mehrerer Extremitätenknochen zugeordnet, die vom gleichen Fundort stammen.

### Merkmale der Zähne und Gebissfragmente

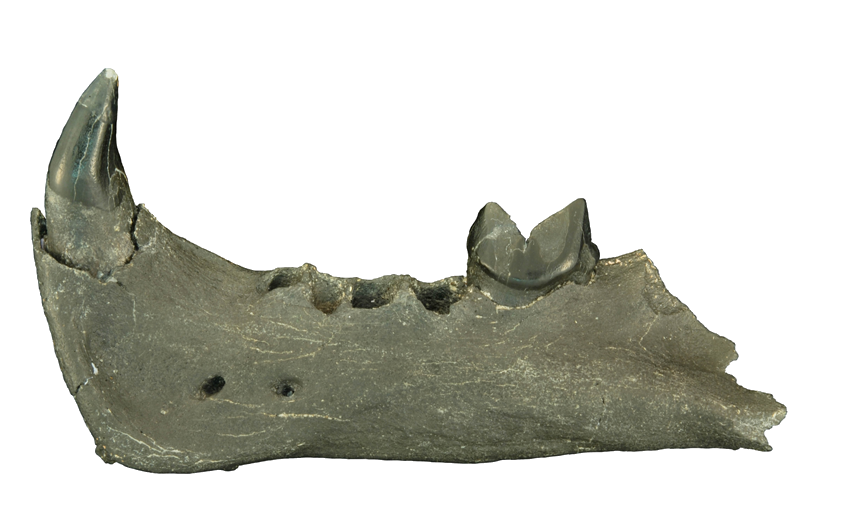
Teil des rechten Unterkiefers von Rhizosmilodon fiteae (Holotypus UF 124634) mit einem Eckzahn C1 und dem Backenzahn M1 sowie den Zahnhöhlen für den Eckzahn und die fehlenden Prämolaren

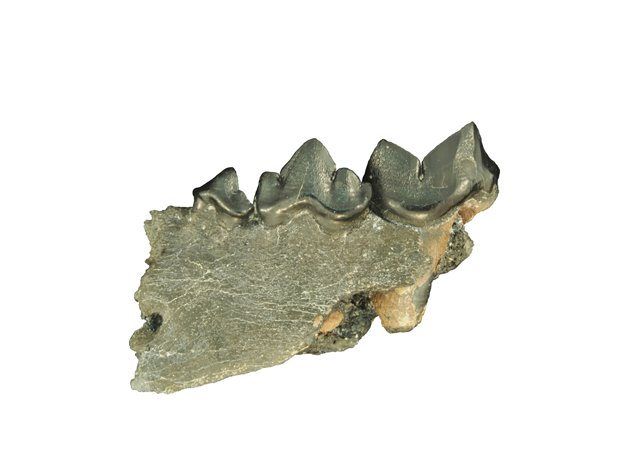
Paratypus UF 135626, ein Bruchstück des linken Unterkiefers mit den Prämolaren P2 und P3 und dem Backenzahn M1

Der Holotypus UF 124634 (UF steht für Florida Museum of Natural History, University of Florida, Gainesville, und benennt den Aufbewahrungsort der Fossilien) ist ein Teil des rechten Unterkiefers mit erhaltener Symphyse sowie dem Eckzahn (C1) und dem ersten Mahlzahn (M1); zwischen diesen sind die Zahnfächer (Alveolen) der Prämolaren P3 und P4 vorhanden, die Zähne selbst fehlen. Als Paratypus UF 135626 wurde ein Bruchstück des linken Unterkiefers mit erhaltenen Prämolaren P3 und P4 sowie dem Backenzahn M1 ausgewählt. Neben diesen beiden Unterkieferteilen wurden der Art weitere Fundstücke der gleichen Fundstelle zugeordnet. Dabei handelt es sich vor allem um einige weitere Unterkieferbruchstücke mit Zähnen und teilweise erhaltenen Symphysen- und Zahnfächerteilen (UF 22890, UF 223796, UF 212381, UF 272337).
Als diagnostische Merkmale der Art werden anhand der verfügbaren Fragmente zahlreiche Merkmale der vorhandenen Zähne und einzelne der Unterkieferknochen angegeben. So ist die Symphyse des Unterkiefers fast vertikal ausgeprägt und der Unterkiefer besitzt eine leichte Einbuchtung als Anpassung an die stark verlängerten Eckzähne des Oberkiefers. Die Schneidezähne sind klein, jedoch nicht liegend. Zumindest die unteren Eckzähne sind groß, jedoch seitlich deutlich abgeflacht; sie besitzen eine moderate, abgerundete Zähnung. Der zweite Vormahlzahn (P2) fehlt, P3 ist verlängert, jedoch nur etwa zwei Drittel so groß wie der letzte Prämolar (P4), der klingenartig vergrößert ist; P3 und P4 sind dabei nicht verbunden und stehen nicht in einer Line und auch P4 liegt nicht in einer direkten Linie mit dem ersten Mahlzahn (M1). Typisch erscheint die Anordnung der Höcker auf den Zahnkronen der Prämolaren und Molaren. So fehlt P3 der vordere Zahnhöcker und der hintere Zahnhöcker ist nur leicht ausgeformt. Auch der vordere Zahnhöcker auf P4 ist klein. Der erste Mahlzahn ist ähnlich kräftig wie der von Smilodon.

### Merkmale der Gliedmaßenknochen
Neben den beschriebenen Teilen der Kiefer wurden mehrere Knochen und Teile der Gliedmaßen aufgrund ihrer Größe der Art zugeordnet, obwohl sie nicht direkt mit den Kieferfragmenten gefunden wurden. Es handelt sich um einen vollständigen linken Oberschenkelknochen (UF 133938), das untere (distale) Ende eines rechten Oberschenkelknochens (UF 65686), das distale Stück einer linken Speiche (UF 123836), ein vollständiges linkes Schienbein (Tibia) (UF 133939) sowie das obere (proximale) Stück eines rechten Schienbeins (UF 212380).
Für die Erstbeschreibung von Rhizosmilodon fiteae wurden nur die beiden Oberschenkelknochen genauer beschrieben. Als arttypisch gelten vor allem die ausgeprägte Verlängerung des Mittelteiles der Gelenkknorren (Epikondylen) und der sehr gerade ausgeprägte Pectoralgrat, der nicht zu dem typisch gebogenen Deltoidgrat der meisten Panthera-Arten passt und eine Zuordnung zu den Säbelzahnkatzen zulässt. Weitere Details der Knochen wie der gebogene Schaft und der insgesamt kräftige Aufbau der Knochen sowie der Aufbau der Gelenkknorren und Foramina lassen auf eine verwandtschaftliche Nähe zu Smilodon schließen. Die Existenz einer weiteren, noch unbeschriebenen nahe verwandten Art neben Rhizosmilodon fiteae aus der Fundgegend, zu der diese Knochen gehören könnten, wird als unwahrscheinlich angenommen.

### Merkmalsrekonstruktion
Obwohl von Rhizosmilodon fiteae nur wenige Skelettbestandteile bekannt sind, ist eine relativ fundierte Rekonstruktion des gesamten Tieres möglich. Die Paläontologen profitieren in diesem Fall stark von den Arten, die in die nähere Verwandtschaft eingeordnet werden, also vor allem von bekannten Säbelzahnkatzen sowie auch von heute lebenden Katzen ähnlicher Größe und Statur. Über einen Merkmalsvergleich können viele Merkmale als Plesiomorphien, also bereits in der gemeinsamen Stammart vorhandene Merkmale, vorausgesetzt werden – darunter vor allem die Haltung und Gestaltung der Gliedmaßen sowie der allgemeine Körperbau und die Körperhaltung.

Gewichtsabschätzung von Rhizosmilodon fiteae (4. Balken von unten) im Vergleich zu anderen Katzen

Auf der Basis der vorhandenen Oberschenkel- und Schienbeinknochen konnte eine Hochrechnung auf das Gewicht der Katze gemacht werden, indem die Knochen mit denen heute lebender und ausgestorbener Katzen verglichen wurden. Nach dieser Abschätzung erreichte Rhizosmilodon fiteae ein Gewicht von etwa 56 bis 85 Kilogramm und entsprach damit etwa einem heute lebenden Puma (Puma concolor) oder Jaguar (Panthera onca). Die Größe überlappt sich zudem mit den Abschätzungen für den ausgestorbenen kleineren Smilodon gracilis.

### Merkmale im Vergleich mit anderen Arten
Da Rhizosmilodon fiteae als eigenständige Art und Gattung beschrieben wurde, mussten in der Erstbeschreibung die vorhandenen und rekonstruierten Merkmale mit anderen potenziell nahe verwandten Arten und Gattungen abgeglichen werden, um die Eigenständigkeit zu belegen und eine phylogenetische Zuordnung abzuleiten.
Die Zuordnung zu den Smilodontini, zu denen neben Rhizosmilodon auch die Gattungen Smilodon und Megantereon gestellt werden, basiert auf der Zähnung der Schneidflächen der Eckzähne, die bei Vertretern der Machairodontini alle Zähne betrifft. Auch die vertikale Unterkiefersymphyse sowie die Stellung der Zähne P3, P4 und M1 zueinander sowie die Ausbildung der einzelnen Zähne ermöglichen die Zuordnung in diese Verwandtschaft. Von den Gattungen Smilodon und Megantereon unterscheidet sich Rhizosmilodon allerdings durch eigenständige Merkmale. Dies sind ebenfalls spezifische Zahnmerkmale wie die konkret moderate und abgerundete Ausprägung der Zähnung am unteren Eckzahn. Diese ist auch bei Smilodon gracilis vorhanden, bei anderen Arten von Smilodon (Smilodon fatalis, Smilodon popular) jedoch deutlich ausgeprägter; bei Megantereon fehlt die Zähnung dagegen und ist wahrscheinlich verloren gegangen. Auch die Unterkiefereinbuchtung als Anpassung an die vergrößerten Eckzähne des Oberkiefers ist im Vergleich zu Smilodon nur leicht ausgeprägt. Weitere Merkmale mit deutlichen Unterschieden betreffen die Ausbildung der Zahnhöcker auf den Prämolaren und Molaren.

## Fundort und zeitliche Einordnung

Lage von Fort Meade im Polk County, Florida

Die Fossilien zur Erstbeschreibung stammen aus einer Phosphatmine bei Fort Meade im Polk County in Zentral-Florida, weitere Funde aus den angrenzenden Regionen im Hardee und Hillsborough County. Die fossiltragenden Schichten dieser Region werden der Upper Bone Valley Formation in Florida zugeordnet, die darin enthaltenen Tiere der sogenannten Palmetto-Fauna und der Whidden Creek Local Fauna. Diese wird zeitlich in das späte Hemphillium eingeordnet, einer Periode der nordamerikanischen Säugetierfauna, die sich mit dem frühen Pliozän, dem Zancleum, überlappt. Die in dieser Schicht enthaltenen Fossilien werden auf ein Alter von etwa fünf Millionen Jahren geschätzt.
Während die meisten fossilen Überreste von Wirbeltieren in der Upper Bone Valley Formation an isolierten Fundorten aufgesammelt werden und eine gezielte Suche nach weiteren Fossilien nicht lohnenswert ist, stellt die Mine der Gardinier Inc. bei Fort Meade eine Ausnahme dar. Seit 1989 konnten in dieser Mine tausende Wirbeltierfossilien in einer nur etwa 0,8 Meter dicken Schicht auf einer Fläche von etwa 2000 Quadratmetern, der größten bekannten Fossilkonzentration in dem Gebiet, gefunden werden.

## Lebensweise und Paläoökologie

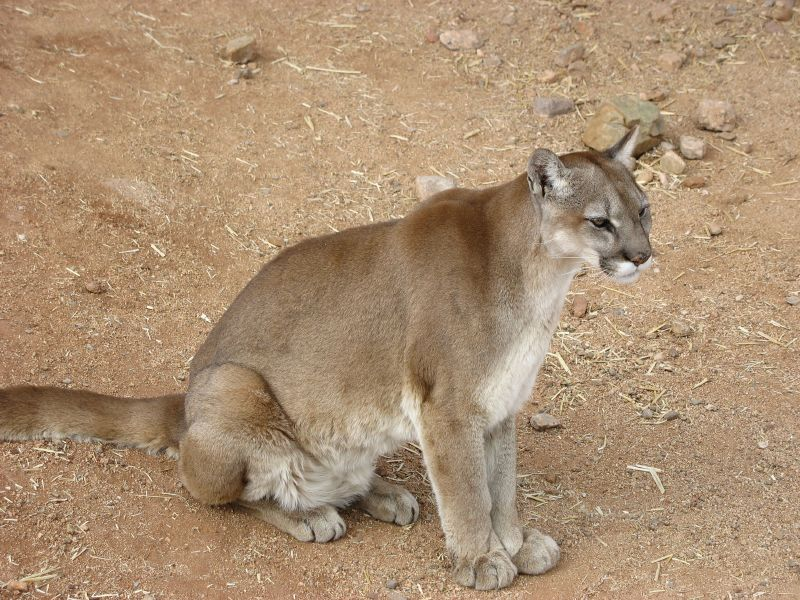
Rhizosmilodon entsprach in seiner Größe und dem Beutespektrum wahrscheinlich etwa dem heute lebenden Puma (Puma concolor).

Über die Lebensweise und Ökologie der Gattung liegen keine Daten vor, allerdings lässt sie sich ähnlich wie bei anderen fossilen Großkatzen durch einen Vergleich mit rezenten Arten rekonstruieren. Wie andere Säbelzahnkatzen wird auch Rhizosmilodon ein Fleischfresser gewesen sein, der wahrscheinlich aktiv seine Beute jagte und tötete. Dabei handelte es sich entsprechend seiner Größe wahrscheinlich um kleinere bis mittelgroße Säugetiere, das Beutespektrum ähnelte dem des rezenten Puma (Puma concolor). Möglich ist, dass Rhizosmilodon durch seine vergleichsweise geringe Größe auf Bäume klettern und seine Beute so vor größeren Raubtieren oder Rudeln verstecken konnte.
Die Zusammensetzung der Palmetto-Fauna lässt auf ein Vorkommen der Art an der Meeresküste schließen. In den Fossilschichten sind neben Landwirbeltieren zahlreiche Fossilien von Meereslebewesen wie Knorpelfische, Knochenfische, Schildkröten und Wale enthalten. Der Lebensraum im Bone Valley in Zentralflorida bestand wahrscheinlich aus feuchten Überschwemmungs- und Auengebieten, deren Vegetation aus einem Mosaik von Wäldern mit geschlossenem Kronendach, offenerem Waldland und offenen Grasflächen bestand. Insgesamt konnten in der Whidden Creek Local Fauna Fossilien von 33 verschiedenen Säugetierarten identifiziert werden, darunter 11 Raubtierarten. Es handelt sich um etwa 900 Fossilien, von denen etwa fünf Prozent Raubtiere sind. Unter den Katzen befinden sich neben Rhizosmilodon mit Machairodus coloradensis eine weitere Säbelzahnkatze, Lynx rexroadensis und ein nicht bestätigter Vertreter der Gattung Pseudaelurus, weiterhin Hunde (Borophagus, Carpocyon, Eucyon und Vulpes), Bären (Agriotherium, Plionarctos) sowie Kleinbären, Marder und Skunks. Die restlichen Säugetierfossilien stammen zum größten Teil von Unpaarhufern (ca. 33 %), Paarhufern (ca. 37 %) und Walen (ca. 16 %). Insgesamt stellt die Palmetta-Fauna eine der artenreichsten Ökosysteme Nordamerikas dieser Zeit dar, wobei vor allem die große Anzahl größerer Pflanzenfresser bemerkenswert ist.

## Taxonomie

### Fundgeschichte und Auswirkungen auf die Systematik

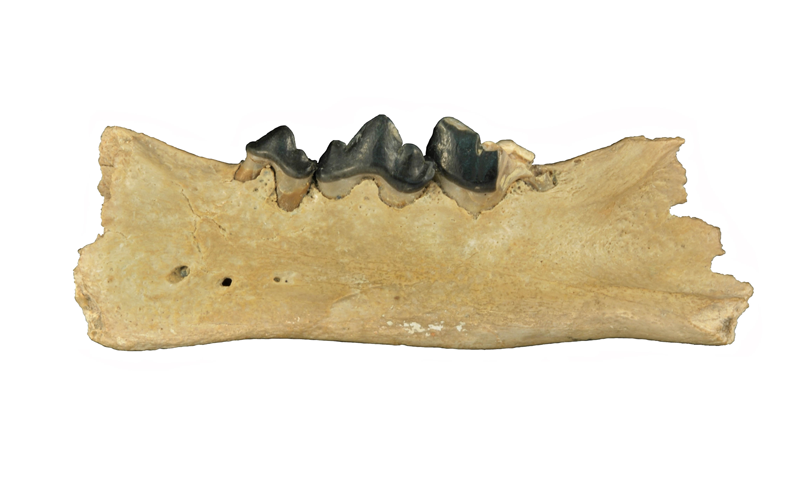
Das Unterkieferfragment UF 22890 diente als Holotypus für die Beschreibung der Fossilfunde als Megantereon hesperus 1983. Enthalten sind die Prämolaren p1 und p2 sowie ein Teil des Molars m1.

Das erste bekannte Fossil einer vergleichsweise kleinen Säbelzahnkatze aus der Palmetto-Fauna, ein Unterkieferfragment (UF 22890), diente 1983 für die Zuordnung des Fundes als Megantereon hesperus. Das Fossil wurde zudem als ältester Fund der Gattung Megantereon weltweit zugeordnet und aufgrund dieser Beschreibung wurde die Entstehung der Gattung, die ansonsten vor allem in Eurasien und Afrika vorkommt, in Nordamerika begründet.
Megantereon hesperus wurde 1933 von  Gazin als Machairodus hesperus anhand eines rechten Unterkieferfragments aus dem Twin Falls County in Idaho beschrieben und 1970 von Schultz und Martin der Gattung Megantereon zugeordnet. Durch den Fund in Florida wurde die These erarbeitet, dass sich die Gattung entgegen der bis dahin gültigen eurasischen oder afrikanischen Entstehung in Nordamerika entwickelt hat und Megantereon hesperus den ältesten Vertreter derselben darstellt. Von Nordamerika wurde dieser These entsprechend eine Ausbreitung der Gattung nach Eurasien und Afrika vor etwa 3,5 Millionen Jahren im beginnenden Villafranchium im mittleren Pliozän angenommen, die mit den ältesten Vorkommen der Gattung in Europa in Les Etouaires, Frankreich, übereinstimmt. Einige spätere Bearbeiter übernahmen diese Thesen, darunter etwa Martinez-Navarro & Palmqvist (1995) bei einer Untersuchung der Fossilien des Megantereon whitei in Spanien.
Die Zuordnung der nordamerikanischen Fossilien aus Florida zur Gattung Megantereon führte jedoch bereits vor der Beschreibung von Rhizosmilodon auch zu Verwirrung und Kritik. Der Paläontologe Alan Turner stellte die Zuordnung 1987 in Frage und schlug alternativ die Zuordnung zu einer noch unbekannten Art der weit verbreiteten Gattung Dinofelis oder zu der ursprünglicheren Gattung Paramachairodus vor. Auch John-Paul Hodnett favorisierte eine Einordnung der vorliegenden Fossilien in die Gattung Paramachairodus, da sie dem von ihm beschriebenen Fund eines Paramachairodus aus dem Norden Arizonas ähnelten. Zugleich argumentierte er mit seinem Fund ebenfalls für einen Ursprung der Smilodontini in Nordamerika, indem er Paramachairodus der Tribus zuordnete. Wallace & Hulbert 2013 stellen in ihrer Erstbeschreibung von Rhizosmilodon als Antwort auf Hodnett allerdings sehr deutlich die Unterschiede zwischen dem von ihm beschriebenen Paramachairodus und Rhizosmilodon dar. Webb et al. (2008) stellen ebenfalls dar, dass die Beschreibung als Machairodus nicht korrekt sein kann und zeigen auf, dass es sich nach neu gefundenem Material um eine Art in der Verwandtschaft von Smilodon und Machairodus handeln muss, von beiden jedoch verschieden ist. Einer der Autoren, Richard C. Hulbert, gehörte später zu den Erstbeschreibern von Rhizosmilodon.

### Aktuelle Systematik
2013 erfolgte eine Revision der Zuordnung sowie die wissenschaftliche Erstbeschreibung von Rhizosmilodon fiteae als eigene Art innerhalb der ebenfalls neuen Gattung Rhizosmilodon auf der Basis eines 1990 gefundenen Unterkiefers sowie weiterer Knochen, die der Art zugeordnet werden.
Entsprechend der Erstbeschreibung wird die Gattung Rhizosmilodon aufgrund der vorhandenen Merkmale an der Basis der Tribus Smilodontini eingeordnet und dort einem Taxon, bestehend aus den Gattungen Smilodon und Megantereon, gegenübergestellt. Die Systematik ergibt sich aus einer Analyse einer Matrix von Merkmalen bekannter Säbelzahnkatzen. Mit einem Alter von etwa fünf Millionen Jahren stellen die Fossilien die ältesten Fossilien der Tribus dar, deshalb lebte Rhizosmilodon  vor den anderen Vertretern der Smilodontini.
Konkrete Merkmalsvergleiche betreffen vor allem die Ausprägung einzelner Zähne. So war beim Rhizosmilodon wahrscheinlich als erstem Vertreter der Smilodontini die Zähnung an den Eckzähnen moderat und abgerundet ausgeprägt wie auch bei dem frühesten und kleinsten Vertreter der Gattung Smilodon, Smilodon gracilis. Innerhalb der Gattung prägte sie sich bei Smilodon fatalis und Smilodon popular zu einer deutlichen und scharfen Zähnung aus, während sie bei der Gattung Megantereon verloren ging. Die Unterkiefereinbuchtung als Anpassung an die vergrößerten Eckzähne des Oberkiefers ist im Vergleich zu ursprünglicheren Arten des Taxons wie Promegantereon oder Paramachaerodus deutlich und ähnlich stark wie bei Machairodus, dessen vergrößerte Eckzähne abgeflacht waren; im Vergleich zu Smilodon und Megantereon mit kräftigen und sehr großen oberen Eckzähnen ist sie jedoch nur leicht ausgeprägt.
Diese Entwicklung würde bedeuten, dass die Tribus Smilodontini und die Gattungen in Nordamerika entstanden, wo sich alle drei Gattungen ausbilden konnten und später von Megantereon nach Eurasien und Afrika einwanderten.
Neben der von den Autoren bevorzugten Hypothese, nach der Rhizosmilodon einem gemeinsamen Taxon aus Smilodon und Megantereon als Schwesterart gegenübersteht, wird alternativ angenommen, dass Rhizosmilodon und Smilodon ein gemeinsames Taxon bilden und Megantereon diesem gegenübersteht. Für eine solche Hypothese könnten vor allem die Ausbildung der Unterkiefereinbuchtung und die ungezähnten Eckzähne stehen. In diesem Fall wäre die Entstehung der Tribus Smilodontini mit Megantereon als ursprünglichster Gattung in Eurasien oder Afrika und eine doppelte Einwanderung nach Nordamerika wahrscheinlich.

### Namensgebung
Der wissenschaftliche Name der Gattung Rhizosmilodon basiert auf einer Zusammensetzung des griechischen Wortes rhizo, das ‚Wurzel‘ bedeutet, sowie dem bereits existierenden Gattungsnamen Smilodon. In der Namensgebung als „Wurzel des Smilodon“ spiegelt sich die von den Erstbeschreibern dargelegte Position der Gattung an der Basis der Smilodontini und damit dem Ursprung der bekannten Gattung Smilodon wider.
Der Artname Rhizosmilodon fiteae der einzigen bislang beschriebenen Art innerhalb der Gattung leitet sich vom Namen der Paläontologin Barbara Fite ab, die den Paratypus aus ihrer privaten Sammlung spendete.

## Belege
1. 1 2 3 4 5 6 7 8 9 10 11 12 13 14 15 16 17 18 19 20 21 22 23  
Steven C. Wallace, Richard C. Hulbert Jr.: A New Machairodont from the Palmetto Fauna (Early Pliocene) of Florida, with Comments on the Origin of the Smilodontini (Mammalia, Carnivora, Felidae). In: PLoS One. 8(3), 2013, S. e56173. doi:10.1371/journal.pone.0056173
2. ↑  
Rhizosmilodon fiteae. – Profil auf der Website des Florida Museum of Natural History; Abgerufen am 29. September 2013.
3. ↑  
Tanya Lewis: 5-Million-Year-Old Saber-Toothed Cat Fossil Discovered. LiveScience, 15. März 2013. Abgerufen: 29. September 2013.
4. ↑  
Bruce J. MacFadden, Nikos Solounias, Thure E. Cerling: Ancient Diets, Ecology, and Extinction of 5-Million-Year-Old Horses from Florida. In: Science. 283 (5403), 5. Februar 1999, S. 824–827. doi:10.1126/science.283.5403.824
5. 1 2 3 4  
S. David Webb, Richard C. Hulbert Jr., Gary S. Morgan, Helen F. Evans: Terrestrial mammals of the Palmetto Fauna (early Pliocene, latest Hemphillian) from the Central Florida Phosphate District. In: X. Wang, L. G. Barnes (Hrsg.): Geology and Vertebrate Paleontology of Western and Southern North America. In: Natural History Museum of Los Angeles County Science Series. No. 41, 2008, S. 293–312.
6. 1 2 3 4  
Annalisa Berta. Henry Galiano: Megantereon hesperus from the late Hemphillian of Florida with remarks on the phylogenetic relationships of machairodonts (Mammalia, Felidae, Machairodontinae). In: Journal of Paleontology. 57, 1983, S. 892–899. (Abstract, JSTOR)
7. ↑  
Bienvenido Martinez-Navarro, Paul Palmqvist: Presence of the African machairodont Megantereon whitei (Broom, 1937) (Felidae, Carnivora, Mammalia) in the lower Pleistocene site of Venta Micena (Orce, Granada, Spain), with some considerations on the origin, evolution and dispersal of the genus. In: Journal of Archaeological Science. 22, 1995, S. 569–582.
8. ↑  
Alan Turner: Megantereon cultridens (Cuvier) (Mammalia, Felidae, Machairodontinae) from the Plio-Pleistocene deposits of Africa and Eurasia, with comments on dispersal and the possibility of a new world origin. In: Journal of Paleontology. 61, 1987, S. 1256–1268. (JSTOR)
9. ↑  
John-Paul Hodnett: A machairodont felid (Mammalia; Carnivora; Felidae) from the latest Hemphillian (late Miocene/early Pliocene) Bidahochi Formation, northeastern Arizona. In: PaleoBios. 29, 2010, S. 76–91.
10. ↑  
Alan Turner, Mauricio Antón: The big cats and their fossil relatives. Columbia University Press, New York 1997, S. 57.